# Mario Alberizzi
Mario Alberizzi (anche Alberici e Albrizzi) (Salice Salentino, 29 dicembre 1609 – Roma, 29 settembre 1680) è stato un cardinale italiano.

## Biografia
Nacque a Salice Salentino il 29 dicembre 1609, figlio di Giovanni Alberizzi, principe di Vetrana e marchese di Salice e di Giulia Farnese, figlia del duca di Latera Mario I Farnese. Avviato fin da ragazzo alla carriera ecclesiastica, conseguì la laurea in teologia e poi si trasferì a Roma, diventando uno dei collaboratori di papa Alessandro VII, che lo nominò referendario delle Due Segnature e successivamente nel 1657 divenne canonico della basilica di San Pietro. Contemporaneamente fu nominato segretario della Congregazione di Propaganda Fide; in tale carica perseguì la politica della creazione di una gerarchia missionaria in Oriente tramite una serie di vicari apostolici nelle missioni, così da rompere lo strapotere dei portoghesi e favorire l'espansione francese in Asia. Questa politica, dopo numerosi contrasti, riuscì vincente. Sempre a partire dal 1657 fu governatore di Ancona e, svolgendo tale funzione, ottenne l'affetto e la gratitudine della popolazione per i suoi interventi durante una terribile carestia. Rientrato a Roma, fu nominato nel 1664 segretario della Congregazione dei vescovi e regolari.
Il 19 gennaio 1671 papa Clemente X lo fece arcivescovo titolare di Neocesarea del Ponto e il 17 febbraio seguente lo inviò a Vienna come nunzio apostolico. Giunto in maggio nella capitale austriaca, si affiancò per un certo periodo al vescovo Francesco Nerli, che lo aveva preceduto nel marzo, per la stipulazione di una lega tra l'Impero asburgico e la Polonia in funzione antiturca, lega che fu uno dei principali obiettivi della attività diplomatica della nunziatura. In ogni caso in questo ruolo Alberizzi dovette affrontare numerosi problemi, che non solo non resero facile il suo compito, ostacolato dalle posizioni dei ministri, ma anche nel carattere incerto ed eccessivamente prudente dell'imperatore. Tra queste difficoltà di tipo ecclesiastico si ricordano i contrasti tra il vescovo di Bressanone ed il capitolo e le politiche matrimoniali degli Asburgo, come il progettato matrimonio di Claudia Felicita del Tirolo, divenuta successivamente sposa dell'imperatore Leopoldo I d'Asburgo, con l'allora Duca di York, che la Curia vedeva di buon occhio, per riequilibrare la politica europea contro la strapotenza francese.
Quando nel 1672 le truppe francesi di Luigi XIV invasero i Paesi Bassi dando inizio alla guerra, l'Alberizzi cercò di mediare tra i contendenti, come auspicato da papa Clemente XI. Il papa e la Curia sperava di deviare le forze imperiali verso il settore dell'Europa orientale, dove era massima la pressione turca e dove esistevano problemi legati alla successione in Polonia. I tentativi di mediazione di Alberizzi non furono apprezzati dalla corte asburgica, anzi fu accusato di parteggiare per i francesi e non riuscì ad evitare la guerra tra Impero e Luigi XIV.
Come riconoscimento per le numerose attività svolte, papa Clemente X lo elevò al rango di cardinale nel concistoro del 27 maggio 1675; il 23 marzo dell'anno successivo ricevette la berretta cardinalizia con il titolo di San Giovanni a Porta Latina. Membro di varie Congregazioni, fu vescovo di Tivoli dal 22 giugno 1676, ma rinunziò al vescovado il 4 settembre 1679. Partecipò al conclave del 1676 che elesse papa Innocenzo XI.
Morì il 29 settembre 1680 all'età di 70 anni.

## Genealogia episcopale e successione apostolica
La genealogia episcopale è:
- Cardinale Guillaume d'Estouteville, O.S.B.Clun.
- Papa Sisto IV
- Papa Giulio II
- Cardinale Raffaele Sansone Riario
- Papa Leone X
- Papa Paolo III
- Cardinale Francesco Pisani
- Cardinale Alfonso Gesualdo di Conza
- Papa Clemente VIII
- Cardinale Pietro Aldobrandini
- Cardinale Laudivio Zacchia
- Papa Innocenzo X
- Cardinale Francesco Peretti di Montalto
- Cardinale Federico Borromeo
- Cardinale Mario Alberizzi

La successione apostolica è:
- Patriarca Luigi Bevilacqua (1676)
- Vescovo Antonio de Martini (1678)
- Vescovo Andrea Massarenga (1678)

## Ascendenza
|                                                  |                                             |                                                | Genitori                                                |  |  | Nonni |  |  | Bisnonni                   |  |  | Trisnonni                   |  |
|                                                  |                                             |                                                |                                                         |  |  |       |  |  | Giovanni Antonio Alberizzi |  |  | Francesco Antonio Alberizzi |  |
|                                                  |                                             |                                                |                                                         |  |  |       |  |  | Giovanni Antonio Alberizzi |  |  | Francesco Antonio Alberizzi |  |
|                                                  |                                             | …                                              |                                                         |  |  |       |  |  | Giovanni Antonio Alberizzi |  |  |                             |  |
| Carlo Alberizzi                                  |                                             |                                                |                                                         |  |  |       |  |  | Giovanni Antonio Alberizzi |  |  |                             |  |
|                                                  |                                             | Maria Priziza                                  | …                                                       |  |  |       |  |  |                            |  |  |                             |  |
|                                                  |                                             | Maria Priziza                                  | …                                                       |  |  |       |  |  |                            |  |  |                             |  |
|                                                  |                                             | Maria Priziza                                  | …                                                       |  |  |       |  |  |                            |  |  |                             |  |
| Giovanni Antonio Alberizzi, principe di Avetrana |                                             | Maria Priziza                                  |                                                         |  |  |       |  |  |                            |  |  |                             |  |
|                                                  |                                             | …                                              | …                                                       |  |  |       |  |  |                            |  |  |                             |  |
|                                                  |                                             | …                                              | …                                                       |  |  |       |  |  |                            |  |  |                             |  |
|                                                  |                                             | …                                              | …                                                       |  |  |       |  |  |                            |  |  |                             |  |
| Giulia della Monica                              |                                             | …                                              |                                                         |  |  |       |  |  |                            |  |  |                             |  |
|                                                  |                                             | …                                              | …                                                       |  |  |       |  |  |                            |  |  |                             |  |
|                                                  |                                             | …                                              | …                                                       |  |  |       |  |  |                            |  |  |                             |  |
|                                                  |                                             | …                                              | …                                                       |  |  |       |  |  |                            |  |  |                             |  |
| Mario Alberizzi                                  |                                             | …                                              |                                                         |  |  |       |  |  |                            |  |  |                             |  |
|                                                  | Pier Bertoldo II Farnese, II duca di Latera | Galeazzo I Farnese, I duca di Latera           |                                                         |  |  |       |  |  |                            |  |  |                             |  |
|                                                  | Pier Bertoldo II Farnese, II duca di Latera | Galeazzo I Farnese, I duca di Latera           |                                                         |  |  |       |  |  |                            |  |  |                             |  |
|                                                  | Pier Bertoldo II Farnese, II duca di Latera | Isabella dell'Anguillara                       |                                                         |  |  |       |  |  |                            |  |  |                             |  |
| Mario I Farnese, V duca di Latera                | Pier Bertoldo II Farnese, II duca di Latera |                                                |                                                         |  |  |       |  |  |                            |  |  |                             |  |
|                                                  |                                             | Giulia Acquaviva d'Aragona                     | Giannantonio Donato Acquaviva d'Aragona, IX duca d'Atri |  |  |       |  |  |                            |  |  |                             |  |
|                                                  |                                             | Giulia Acquaviva d'Aragona                     | Giannantonio Donato Acquaviva d'Aragona, IX duca d'Atri |  |  |       |  |  |                            |  |  |                             |  |
|                                                  |                                             | Giulia Acquaviva d'Aragona                     | Isabella Spinelli                                       |  |  |       |  |  |                            |  |  |                             |  |
| Giulia Farnese                                   |                                             | Giulia Acquaviva d'Aragona                     |                                                         |  |  |       |  |  |                            |  |  |                             |  |
|                                                  |                                             | Giampaolo II Meli Lupi, IV marchese di Soragna | Diofebo II Meli Lupi, III marchese di Soragna           |  |  |       |  |  |                            |  |  |                             |  |
|                                                  |                                             | Giampaolo II Meli Lupi, IV marchese di Soragna | Diofebo II Meli Lupi, III marchese di Soragna           |  |  |       |  |  |                            |  |  |                             |  |
|                                                  |                                             | Giampaolo II Meli Lupi, IV marchese di Soragna | Cassandra Marinoni                                      |  |  |       |  |  |                            |  |  |                             |  |
| Camilla Meli Lupi                                |                                             | Giampaolo II Meli Lupi, IV marchese di Soragna |                                                         |  |  |       |  |  |                            |  |  |                             |  |
|                                                  |                                             | Isabella Pallavicino                           | Girolamo Pallavicino, IV marchese di Cortemaggiore      |  |  |       |  |  |                            |  |  |                             |  |
|                                                  |                                             | Isabella Pallavicino                           | Girolamo Pallavicino, IV marchese di Cortemaggiore      |  |  |       |  |  |                            |  |  |                             |  |
|                                                  |                                             | Isabella Pallavicino                           | Camilla Pallavicino                                     |  |  |       |  |  |                            |  |  |                             |  |
|                                                  |                                             | Isabella Pallavicino                           |                                                         |  |  |       |  |  |                            |  |  |                             |  |